# KBS 라디오서울
KBS 라디오서울은 1981년 9월 7일부터 1991년 3월 11일까지 KBS에서 송출했던 대한민국의 라디오 방송 채널로, 대한민국 수도권 지역 일원에서만 방송했다. 본래 1963년에 개국했던 DBS 동아방송이라는 독립 라디오 채널로 방송되었다가 1980년 11월 30일 밤에 단행된 신군부의 언론 통폐합으로 KBS에 합병된 동아방송의 AM 라디오 채널이 언론통폐합 시행 당시인 1980년 12월 1일 오전 0시부터 KBS 라디오 제4방송으로 개칭되었다. 1964년 라디오 서울(RSB)로 개국하여 1965년 중앙방송(JSB), 1966년 동양방송(TBC)로 사명이 변경된 TBC 동양라디오의 후신 KBS 제3방송이 1981년 9월 7일 폐국되고 제2방송으로 흡수되어 KBS 제2라디오로 명칭을 변경할 당시 KBS 라디오 제4방송도 라디오 서울로 바뀌었다. 언론통폐합에 의거하여 상업방송으로 운영되었던 DBS가 폐국되어 KBS로 합병된 직후 KBS 라디오 제4방송으로 방송될 당시인 1981년 3월 7일부터 상업광고방송이 실시되었다.
1991년 3월 11일에 KBS 라디오서울은 폐국하였고, 당시 사용했던 중파(MW) 주파수 792kHz는 KBS가 조직 축소 및 개편 작업으로 인해 인적 및 물적이 분할되어 태영그룹 산하의 민영방송으로 1990년 11월 14일 설립된 서울방송(SBS)으로 이관하여 1991년 3월 20일에 개국한 SBS 라디오의 주파수로 불하받았다.
동양방송 시절부터 방송했던 가로수를 누비며가 당시 대한민국 유일의 라디오 교통정보 프로그램이었는데, 1980년 12월 1일부터 1981년 9월 6일까지 KBS 제3방송에서 방송되었다가 1981년 9월 7일부터 1991년 3월 11일까지 KBS 라디오서울에서 방송되었다. SBS 개국 후 2라디오로 넘어갔다.
KBS 라디오서울 운용 시절 구 동아방송(DBS) 중파 송신소로 사용되었던 한국방송공사 소속 개봉 송신소에서 방송을 송출했으며, 1991년 SBS AM 라디오 방송(現 SBS 러브FM) 개국 이후에도 1993년 7월 1일 경기도 고양시 내곡동에 자체 AM 송신소(당시 서울방송 고양송신소)의 개소 전까지 한동안 KBS 개봉송신소에서 방송을 송출하였다. 1993년 7월 서울방송 고양송신소 개소와 동시에 AM 792kHz 방송 송출망이 고양송신소로 이관되었다. 당시 792kHz는 당시 SBS의 라디오 채널 중 중파방송으로 초창기 서울방송의 유일한 라디오 주파수였으나 1996년 11월 14일 자체 FM채널인 SBS 파워FM가 개국했으며, 1999년 1월 1일 표준FM(이후 SBS 러브FM으로 애칭 변경) 개국에 따라 별도의 FM 전용 송출 채널의 개국과 당시 표준방송이었던 SBS AM 채널을 표준FM으로 재송신하게 되면서 SBS 라디오의 유일한 채널이나 주파수가 아니게 되었다. AM 송신소 개소 당시 모노로만 송출하던 중파방송 중 유일하게 AM 스테레오 방송을 송신하였으며, 이는 표준FM 개국 직후에 AM 스테레오 방송이 중지되었다. 2022년 11월 8일부로 SBS의 SBS 러브FM(SBS 라디오) AM 792kHz(호출부호 HLSQ)의 AM방송 6개월 운용휴지 방침에 따라 당일 오전 10시 26분경 경기 고양시 덕양구 내곡동 SBS 일산송신소 송신기 전원이 일괄 차단되었고, 이후 6개월 운용 휴지 및 임시 송출중단 기간이 만료되는 2023년 5월 8일 및 그 이후부터는 SBS AM 라디오 송출 전면 폐지로 간주되어 대한민국 과학기술정보통신부에 자동으로 호출부호 HLSQ(표준방송)를 반납하게 된다.

## 참조주
1. ↑  | “ | 오늘 1991년 3월 11일 오후 5시를 기해 저희 KBS 라디오서울은 폐업합니다. 그동안 저희 KBS 라디오서울을 아껴주시고 성원해 주신 청취자 여러분 감사합니다. 안녕히 계십시오. | ” |
|   | — 라디오 방송 멘트 |   |
2. ↑  본래 개봉 송신소는 1963년에 개국한 독립 상업방송이었던 동아방송(DBS) 산하의 라디오 송신소였으며 1980년 언론통폐합 정책에 의거하여 TBC 및 DBS가 KBS로 합병되면서 당시 경기도 시흥군 서면(이후 소하읍, 현 광명시) 소재 철산 송신소가 폐쇄되고 MW 639kHz 송출망이 개봉 송신소로 이전되었다. SBS에 불하된 이후인 1993년 7월 1일부터 AM 792kHz의 송출망이 신설 개소된 고양 송신소로 이전되면서 개봉 송신소는 언론통폐합 직전까지의 TBC 동양라디오(개국 당시 RSB 라디오 서울, JSB 중앙라디오), 1980년 12월 ~ 1981년 9월까지 존속했던 라디오 제3방송의 639kHz만 유일하게 송신했었는데 KBS 제2라디오(現 해피FM) 639kHz의 경우 2000년 1월 1일 KBS 제3라디오의 개국에 따라 KBS 3라디오(사랑의 소리 방송) 주파수로 전환되어 2009년까지 장애인 전용 라디오 방송 채널로 계속해서 송출되었으나 2010년 1월 1일 기존 KBS 한민족방송(당시 KBS 사회교육방송)을 송출했던 화성송신소 1134kHz로 이관되면서 개봉송신소 639kHz 송출 중단, 동년 4월 20일 경 KBS 개봉송신소 자체가 완전히 폐지되었다. 송신소 건물을 제외한 안테나 시설은 2012년까지 완전히 철거된 상태이다.
3. ↑  MBC 표준FM(MBC 라디오) 역시 해당. 문화방송 서울 본사 AM 900kHz(호출부호 HLKV)를 위시한 7개국 포함 2022년 11월 8일 오전 10시 1분경 송신기 전원 차단에 따라 6개월 운용휴지 처리 후 송출이 임시로 중단되었으며, 이후 운용휴지 만료일이 도과하는 2023년 5월 8일 이후 송출 중단 확정으로 이미 중파 송신 폐지가 검토되었기 때문에 향후 AM 송출이 재개될 가능성은 전무하다. 문화방송 본사보다 약 2년 먼저 상업방송 개국했었던 부산문화방송 초읍송신소 1161kHz의 경우 황령산 송신소 화재로 인한 임시 송출중단 당시 비상매체 기능까지 수행하기도 했지만 부산을 위시한 6개국들이 2022년 9월 8일부터 6개월 운용휴지 단행, 운용 휴지기간 만료일이 지난 시점인 2023년 3월 8일 송출 종료가 확정된 상태이다. 1991년에 개국하여 수도권 한정으로 송출되었던 SBS 라디오와 달리 MBC 라디오는 1959년 부산, 1961년 서울 본사 개국 이래 전국적인 네트워크 방송망을 구축하였고, 1971년 MBC-FM(현 MBC FM4U)을, 1987년무터 2000년 사이에 기존 AM 라디오 방송을 재송신하는 MBC 표준FM을 개국했으나 예상보다 앞선 중파 송신소 폐지가 검토되었다. 이전에도 대구, 충주를 비롯한 일부 지역 문화방송국은 2020년 이후 6개월 운용중지 체제를 거쳐 아예 송신소 자체가 폐지된 지역방송국도 존재하다. KBS는 소출력 중계소가 많은 제1라디오에 한하여 중파 중계소가 대거 폐지되었으나 지역국 키 송신소는 일부 지역국 제외 송출이 중단되지 않았다. CBS는 일부 지역국 한정으로 중파 송출 중단 예정이다. 이는 대한민국에서 중파방송 사양화가 진척되었음을 반증한다.